# Абрамітов Артур Юрійович
Арту́р Ю́рійович Абрамі́тов (нар. 15 липня 1992, м. Суми, Україна — 26 лютого 2017, м. Авдіївка, Донецька область, Україна) — солдат Збройних Сил України, учасник російсько-української війни.

## Біографія
Народився 15 липня 1992 року в місті Суми. При хрещенні він отримав ім'я Андрій. Був єдиним сином у батьків. У 2009 році закінчив загальноосвітню школу № 18 міста Суми. Займався спортом, захоплювався футболом. У шкільні роки, 2007-го, вступив до лав Сумської паланки Міжнародної громадської організації «Козацтво Запорозьке». Брав активну участь у багатьох козацьких заходах, згодом став першим помічником заставного учнівської козацької застави. 2009 року вступив до Навчально-наукового інституту фізичної культури Сумського державного педагогічного університету імені А. С. Макаренка, де навчався на викладача фізкультури та тренера. Був членом студентського козацького наукового товариства МГО «Козацтво Запорозьке». Займався вивченням й осучасненням бойової козацької спадщини. 2010 року був нагороджений Почесним знаком МГО «Козацтво Запорозьке», 12 липня 2014 отримав звання «чотар» (старший прапорщик). Того ж року завершив навчання в інституті.
З 30 березня 2016 року проходив військову службу за контрактом у лавах Збройних Сил України.
Солдат, гранатометник 2-ї мотопіхотної роти 15-го окремого мотопіхотного батальйону «Суми» 58-ї окремої мотопіхотної бригади. З 2016 року брав участь в антитерористичній операції на сході України.
26 лютого 2017 року близько 18:00 загинув на бойовому чергуванні від осколкових поранень у голову та груди — внаслідок мінометного обстрілу, вчиненого російсько-терористичними угрупованнями, позицій українських військовиків у районі промислової зони міста Авдіївка Донецької області.
Похований 1 березня на Алеї почесних громадян Центрального кладовища міста Суми.
Залишились батьки.

## Нагороди та вшанування
- За особисту мужність і самовіддані дії, виявлені у захисті державного суверенітету та територіальної цілісності України, зразкове виконання військового обов'язку нагороджений орденом «За мужність» III ступеня (посмертно)[3].
- 31 жовтня 2018 року Артурові Абрамітову посмертно присвоєно звання Почесного громадянина Сум[4].